# Laurent Bouchet
Pour les articles homonymes, voir Bouchet.

a Compétitions nationales et continentales officielles uniquement.

Dernière mise à jour le 21 décembre 2012.
Laurent Bouchet, né le 23 août 1988, est un joueur de rugby à XV français qui évolue au poste de talonneur au sein de l'effectif du FC Grenoble.

## Biographie
Laurent Bouchet commence le rugby au poste d’ailier au club de Pont-de-Claix avant de rentrer au centre de formation du FC Grenoble, où il continue son apprentissage, et finit avec le numéro 2 floqué dans le dos.

## Palmarès
- Champion de France de Pro D2 en 2012